# 마노 아유미
마노 아유미(일본어: 真野 あゆみ)는 일본의 여성 성우. 사이타마현 출신. 스테이 럭 소속.